# Jan Larsen (fodboldspiller, født 1972)
 Der er flere personer med dette navn, se Jan Larsen.
Jan Larsen (født 27. april 1972, død 25. oktober 2018) var en dansk fodboldspiller.
Han spillede udelukkende for klubber i Jylland, da han var aktiv i Danmark, og opnåede i alt 77 kampe i Superligaen for Vejle Boldklub, Aarhus Fremad og Viborg FF. Desuden blev det til 36 kampe i 1. division for Randers FC og et ukendt antal kampe for AC Horsens, da de også spillede i 1. division.
I sin tid i Viborg var han med til at sikre klubben landspokaltitlen i 2000.
I sommeren 2005 skiftede han fra Randers FC til den færøske mesterklub HB Tórshavn på en 6 måneders kontrakt. Her spillede han bl.a. to kampe i kvalifikationsturneringen til Champions League mod FBK Kaunas fra Litauen. Den 1. januar 2006 stoppede Jan Larsen karrieren på højt niveau.
Han døde 25. oktober 2018 af kræft i en alder af 46.